# Toniak bruzdkowany
Toniak bruzdkowany (Acilius canaliculatus) – gatunek chrząszcza z rodziny pływakowatych. Zamieszkuje palearktyczną Eurazję, głównie jej część północną.

## Taksonomia
Gatunek ten opisany został po raz pierwszy w 1822 roku przez Ernsta Augusta Nicolaia pod nazwą Dytiscus canaliculatus. Jako lokalizację typową wskazano Halle w Niemczech.

## Morfologia

### Owad dorosły

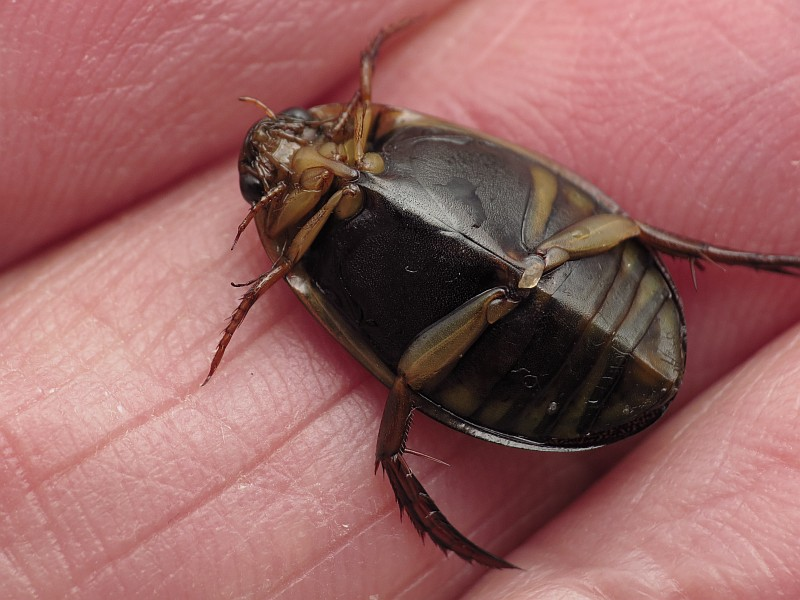
Imago, widok od spodu

Chrząszcz o płaskim, w zarysie jajowatym ciele długości od 14 do 16 mm. Głowa jest żółta z czarnym wzorem obejmującym poprzeczny pasek nasadowy i M-kształtną plamę na czole; w przeciwieństwie do toniaka żeberkowanego brak jest V-kształtnej plamy za nadustkiem. Przedplecze jest żółte do żółtobrunatnego z czarnym pasami biegnącymi wzdłuż wszystkich krawędzi i tworzącymi trapez. Tarczka ma smolistą barwę, czasem z rozjaśnionym wierzchołkiem. Pokrywy mają barwę żółtą do żółtobrunatnej z obfitym, drobnym i miejscami zlewającym się plamkowaniem koloru czerwonobrunatnego do czarnego. U samic pokrywy mają żeberka i głębokie, owłosione bruzdy, u samców są one zaś gładkie i bezwłose. Punkty makroskopowe na pokrywach są półksiężycowate, w tyle nieco gęściej rozmieszczone. Oprócz nich obecne są punkty drobne i mikrosiateczkowanie. Podgięcia pokryw są płaskie do lekko wypukłych. Ubarwienie spodu ciała wykazuje zmienność wewnątrzgatunkową. Spotyka się osobniki o spodzie całkowicie żółtym lub z wzorem barwy od rudobrązowej po czarną obecnym na śródpiersiu, zatułowiu i przednich częściach sternitów odwłoka. Udział osobników całkiem żółtych jest większy w populacjach z wschodniej części zasięgu. Odnóża wykazują silny dymorfizm płciowy. U samców uda i golenie przedniej pary są rozszerzone, a stopy przedniej pary mają człony od pierwszego do trzeciego rozbudowane w formę talerza, na którego spodzie znajdują się jedna duża przylga, dwie przylgi małe oraz od 230 do 235 przylg drobnych, rozmieszczonych w dwóch grupach. Stopy pary środkowej mają człony od pierwszego do trzeciego słabiej rozbudowane, zaopatrzone w pęki pozakrzywianych szczecin na krawędziach tylno-brzusznych, oraz w niewielkie przylgi w częściach przednio-brzusznych – do trzech na członie pierwszym, od 5 do 12 na członie drugim i od 5 do 17 na członie trzecim. Pazurki odnóży przednich i środkowych samca są długie, wąskie i sierpowato zakrzywione. Odnóża tylnej pary są wiosłowate i, w przeciwieństwie do toniaka żeberkowanego, mają przyciemnione nasady ud. Genitalia samca cechują się wierzchołkiem płata środkowego edeagusa w widoku grzbietowym ściętym z wyniesionymi kątami szczytowo-bocznymi.

### Larwa
Larwy mają ciało w zarysie wrzecionowate, ale bardziej krępe niż u toniaka żeberkowanego. Ubarwione są ogólnie ciemniej niż u toniaka żeberkowanego, z dominacją odcieni złotych i żółtobrunatnych. Długość ciała u larw pierwszego stadium wynosi od 10,5 do 11 mm, u drugiego stadium od 14,5 do 16 mm, a u trzeciego od 20 do 23 mm. Głowa jest mała, krępa, owalna, stosunkowo krótka. Warga dolna ma wyrostek bródki słabo rozwidlony i krótszy niż u tonika żeberkowanego. U drugiego i trzeciego stadium na wewnętrznej krawędzi żuwaczki brak wypukłości czy ząbka, a zazwyczaj brak także kępki szczecin. Przedtułów jest szeroki i przysadzisty. Przysadki odwłokowe są krótkie i zaopatrzone w siedem szczecinek każda.

## Biologia i ekologia

### Siedlisko
Owad ten zasiedla jeziorka, stawy, torfowiska, mokradła, kałuże, rozlewiska, rowy melioracyjne, a czasem pojawia się w rzekach i strumieniach.  Nie ma preferencji względem roślinności, bytując zarówno w wodach gęsto zarośniętych, jak i pozbawionych roślin. Jak inne toniaki preferuje zbiorniki pozbawione ryb.

### Cykl rozwojowy i zachowanie
Postacie dorosłe zimują w wodzie, także pod pokrywą lodu. Okres rozrodczy przypada na wiosnę i początek lata. Postacie dorosłe są dobrymi lotnikami i w tym okresie rozlatują się po różnych zbiornikach celem rozmnażania. Na czas kopulacji samiec przyczepia się do grzbietu samicy przyssawkami na stopach. Budowa pokryw samicy ma mu za zadanie to utrudnić – samica w czasie kopulacji jest bardziej narażona na ataki drapieżników i w jej interesie jest, by akt ten trwał jak najkrócej.
Samice składają jaja ponad powierzchnią wody, ale w jej pobliżu, wybierając wilgotne zakamarki kory martwych pni i gałęzi, kępy mchów i szczeliny pod kamieniami.
Larwy klują się po około tygodniu i wracają do wody. Ich rozwój trwa około miesiąca i w tym czasie przechodzą dwie wylinki. Dobrze pływają za pomocą szybkich i jednostajnych ruchów wszystkich odnóży. Potrafią też zawisać w toni wodnej na dowolnej głębokości. Oddychają powietrzem atmosferycznym. W przypadku zagrożenia potrafią gwałtownie sprężać i rozprężać ciało, wykonując skoki nad powierzchnią wody. Przepoczwarczają się na lądzie, zakopane w glebie. Stadium poczwarki trwa od 16 do 28 dni i kończy się przed zimą.

### Pokarm
Zarówno larwa jak i imago są drapieżnikami. Początkowe stadia larwalne żerują głównie na planktonowych skorupiakach, w tym wioślarkach, widłonogach i małżoraczkach, a w przypadku ich braku na młodych larwach komarowatych. Starsze larwy i osobniki dorosłe polują na większe larwy komarowatych i ochotkowatych, larwy jętek i ważek równoskrzydłych. Dorosłe chrząszcze ponadto polują na skąposzczety i larwy ważek różnoskrzydłych. Żywią się także skrzekiem oraz padłymi rybami i płazami.

## Rozprzestrzenienie
Gatunek palearktyczny. W Europie znany jest z Hiszpanii, Irlandii, Wielkiej Brytanii, Francji, Belgii, Holandii, Luksemburga, Niemiec, Szwajcarii, Austrii, Włoch, Danii, Szwecji, Norwegii, Finlandii, Estonii, Litwy, Polski, Czech, Słowacji, Węgier, Białorusi, Ukrainy, Rumunii, Bułgarii, Słowenii, Chorwacji, Bośni i Hercegowiny i europejskiej części Rosji. W Azji podawany jest z Azerbejdżanu, Kazachstanu, Syberii, północno-zachodnich Chin i Rosyjskiego Dalekiego Wschodu z Kamczatką i Sachalinem włącznie.